# Saiyuki - Chronique de l'extrême voyage
Saiyuki - Chronique de l’extrême voyage (幻想魔伝 最遊記, Gensōmaden Saiyūki) est un anime japonais en 50 épisodes de 22 minutes, créé par le studio Pierrot d’après le manga Saiyuki de Kazuya Minekura et diffusé du 4 avril 2000 au 27 mars 2001 sur AXN Asia, TV Tokyo. En France, la série a été diffusée sur Mangas.

## Synopsis
Quand le Chaos régnait encore sur le monde, il était un pays où les monstres vivaient en paix : la source des civilisations et des religions, Togenkyo. Mais aujourd’hui, une énergie négative s’est répandue sur ce pays et les monstres sont devenus féroces. Cette énergie provient d’un pays appelé Tenjiku, loin à l’ouest de Togenkyo. Le bonze Genjo Sanzô au revolver magique, les monstres Son Gokû, Cho Hakkai et Sa Gojo partent pour un fabuleux périple afin de résoudre ce problème.

## Voix françaises
AB obtient les droits télévisés et l'anime est diffusé sur les chaînes du groupe (AB1, Mangas et NT1). Et, dans le même temps, Déclic Images obtient la licence pour les DVD. Les deux parties n'ayant pas trouvé d'accord commun pour l'exploitation, Déclic propose alors son propre doublage.
Version AB:
,
- Aurélien Ringelheim : Son Goku
- Tony Beck : Sha Gojō
- Nessym Guetat : Genjō Sanzō
- Damien Gillard : Chō Hakkai
- Bruno Buidin : Ni et Komyo
- Benoît Grimmiaux : Dokugakuji
- Mathieu Moreau : Kogaiji
- Esther Aflalo : Shunrei
- Marie-Line Landerwijn : Yaone
- Stéphane Flamand : Ririn
- Véronique Biefnot : Gyokumen
- Martin Spinhayer : Rikudo

Version Déclic Images :
,
- Alexandre Aubry : Son Goku
- Martial Le Minoux : Sha Gojō
- Patrick Béthune : Genjō Sanzō
- Stéphane Ronchewski : Chō Hakkai
- Brigitte Guedj : Kanzenon
- Cyrille Artaux : Ni
- Didier Cherbuy : Komyo
- Emmanuel Gradi : Dokugakuji
- François Creton : Kogaiji
- Frantz Confiac : Jirogami
- Léa Gabriele : Shunrei
- Magali Barney : Gyokumen et Yaone
- Nathalie Bienaimé : Phan
- Nathalie Bleynie : Ririn
- Pierre-François Pistorio : Chin Iso
- Susan Sindberg : Koryu
- Vincent Violette : Rikudo

## Épisodes
| no | Titre VF (Sources : Déclic Images)                          | Titre VF (Sources Mangas)   | Titre Anglais (Sources Mangas) |
| -- | ----------------------------------------------------------- | --------------------------- | ------------------------------ |
| 1  | Cap à l’ouest - vers le lointain ouest                      | Direction : l’ouest         |                                |
| 2  | Premier jeu - un guide pour l’autre monde                   | Premier jeu                 |                                |
| 3  | Son Dieu, mon Dieu - la demeure de Dieu                     | Son Dieu, mon Dieu          |                                |
| 4  | Écarlate - les larmes écarlates                             | Grosse colère               |                                |
| 5  | La belle assassin                                           | De purs assassins           | Pure assassin                  |
| 6  | Échange de rancune - le monstrueux moine aux jufus !        | Échange de Rancune          | Rancorous exchange             |
| 7  | Bonne nuit - la séparation du crépuscule                    | La séparation du crépuscule | Good night                     |
| 8  | Confrontation - l’homme qui annonce la mort                 | L’homme qui annonce la mort | Confront                       |
| 9  | L’hymne au combat                                           | Piège fatal                 | Lethal Trap                    |
| 10 | Simule le visage ! - les faux sauveurs                      | L’imposture                 | Fake the face                  |
| 11 | Vengeance tragique - le souriant faucheur !                 | Une vengeance tragique      | Tragic revenge                 |
| 12 | La destinée vagabonde - la confrontation avec l’ombre !     | Un étrange destin           | Wandering Destiny              |
| 13 | Contrefaçon rudimentaire - le fruit appelant la mort        | Pâle copie                  | Crude Counterfeit              |
| 14 | Douce cliente - leur promesse à tous les deux               | Un client agréable          | Sweet Client                   |
| 15 | Ces gars destinés - la malédiction rouge                    | La loi de la fatalité       | Fated guys                     |
| 16 | Sois-là - l’hymne aux vivants                               | Nous serons là              | Be There                       |
| 17 | Eden - le paradis sans fin                                  | L’éden                      | Eden                           |
| 18 | Vice ou justice - la vérité de la justice                   | Le dilemme                  | Vice or Justice                |
| 19 | Ne pars pas seul - les femmes des lamentations              | Choisis ton chemin          | Don't go alone                 |
| 20 | Tempête de sable - le piège des sables mouvants             | Tempete de sable            | Sandstorm                      |
| 21 | Egoïste - la folie furieuse vers la destruction             | L’égoisme                   | Selfish                        |
| 22 | Au-delà du combat                                           | Anéantissement              | Devastation                    |
| 23 | Bouc émissaire - le prix de l’obéissance                    | Le bouc émissaire           | Scapegoat                      |
| 24 | Mère - le lien rouge                                        | La mère                     | Mother                         |
| 25 | Stupide garçon manqué - les assassins frissonnants          | Grosse bêtise gros bêta     | Tomfool! Tomboy                |
| 26 | L’appel - le hurlement inaudible                            | L’appel                     | Calling                        |
| 27 | Avènement - le prince des Dieux guerriers                   | L’avènement                 |                                |
| 28 | Guerre solitaire - l’éveil de la rébellion                  | Guerre solitaire            |                                |
| 29 | Défaite inattendue - la reddition de la forteresse Hōtō     | Une défaite inattendue      | Unexpected defeat              |
| 30 | Le fossoyeur - l’invitation pour l’enfer                    | Le croque mort              | Undertaker                     |
| 31 | Ambition - l’orgueil des Dieux                              | Ambition                    | Ambition                       |
| 32 | Les fausses stars contre attaquent - l’orgueil des bouffons | Fausse Étoile               | Fake Star Strike Back          |
| 33 | Rêve lointain - les larmes taries                           | Rêve lointain               | Faraway Dream                  |
| 34 | Deuxième contact - les Dieux guerriers, encore une fois     | Seconde rencontre           | Second Contact                 |
| 35 | Solitude - l’âme solitaire                                  | Solitude                    | Solitude                       |
| 36 | Fraternité - les fleurs rouges                              | Fraternité                  | Brotherhood                    |
| 37 | Taciturnité - le sourire clos                               | Le Taciturne                | Taciturnity                    |
| 38 | Vision fugitive - la promesse non tenue                     | Vision Fugace               | Fleeting Vision                |
| 39 | Pluie brumeuse - pluie                                      | Cœur sous la Pluie          | Misty Rain                     |
| 40 | Crépuscule - un soleil de mauvaise humeur                   | Découverte                  | Twilight                       |
| 41 | Montage - la vague silencieuse                              | Rapprochement               | Collage                        |
| 42 | Festival - le paysage inoubliable                           | Le Festival                 | Festival                       |
| 43 | Larmes - la ville aux illusions                             | Des Larmes                  | Tears                          |
| 44 | Pilleur - l’extorsion du Sutra                              | Les Pillards                | Plunderer                      |
| 45 | Jours glorieux - avant l’aube                               | Des Jours Merveilleux       | Glorious Days                  |
| 46 | Chaos - la terre qui tremble                                | Le chaos                    | Chaos                          |
| 47 | Coupable ou non coupable - crime du commandement            | Coupable ou non Coupable    | Guilty or not guilty           |
| 48 | Paradis absolu - la porte vers la liberté                   | Le Poids du Passé           | Absoluty Heaven                |
| 49 | Désir manquant - l’Eden étincelant                          | Absence de désir            | Missing desire                 |
| 50 | Seul - vers l’ouest                                         | Seul                        | Alone                          |